# Amtsgericht Dieburg

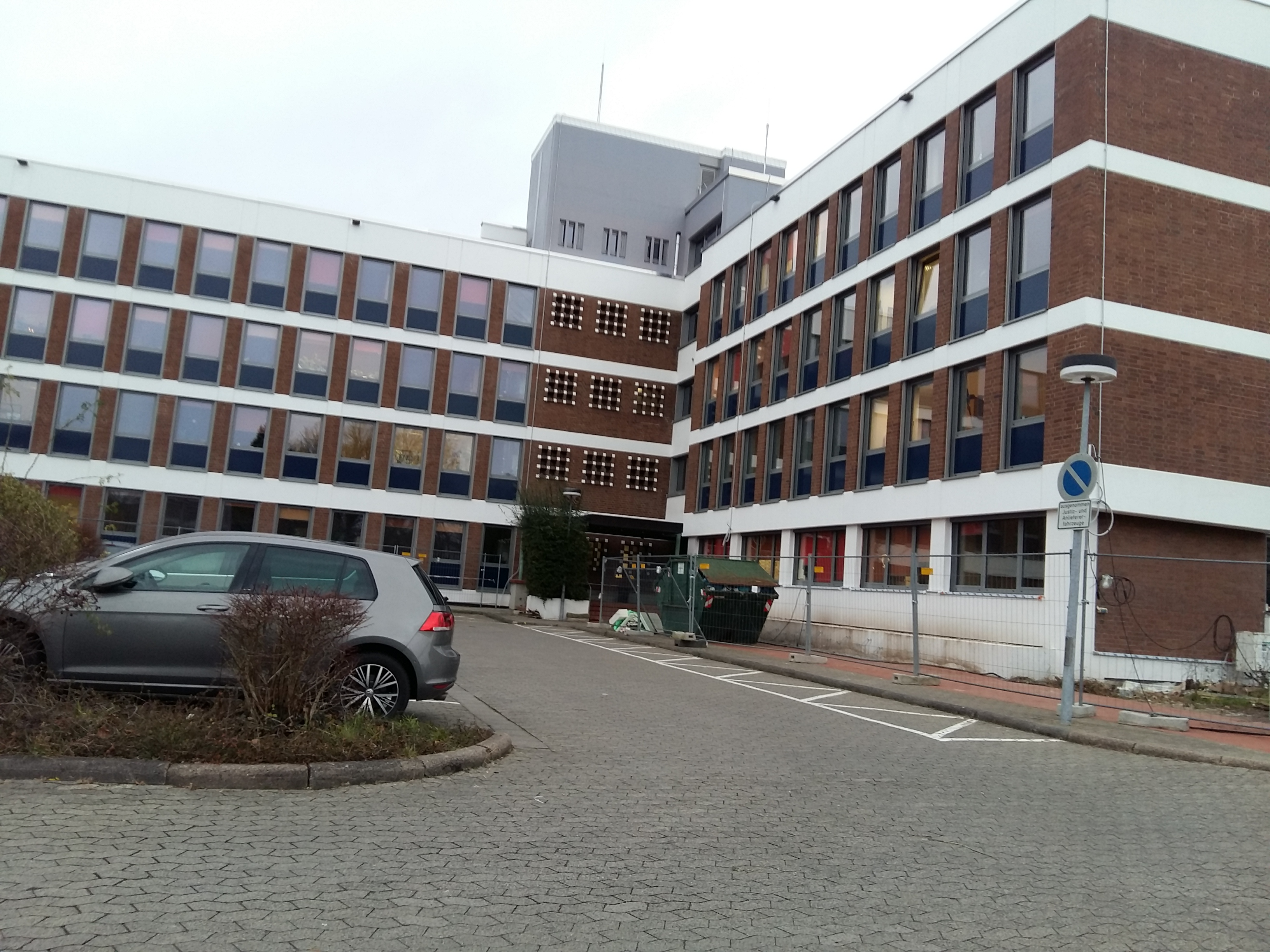
Amtsgerichtsgebäude in Dieburg

Das Amtsgericht Dieburg (von 1821 bis 1879 Landgericht Dieburg) ist ein Gericht der ordentlichen Gerichtsbarkeit in Dieburg im Landkreis Darmstadt-Dieburg.

## Gerichtssitz und -bezirk

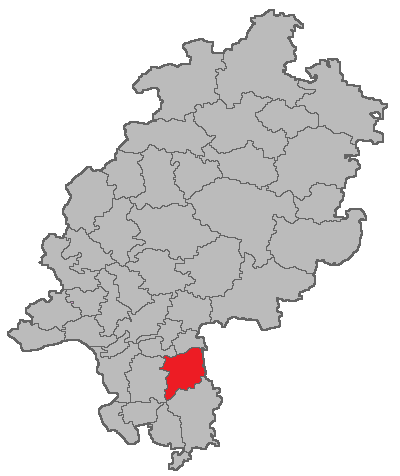
Lage des Amtsgerichtsbezirkes Dieburg in Hessen

Der Sitz des Gerichtes ist in Dieburg in der Straße Bei der Erlesmühle 1. Der Gerichtsbezirk des Amtsgerichts Dieburg umfasst die Städte und Gemeinden Babenhausen, Dieburg, Eppertshausen, Fischbachtal, Groß-Bieberau, Groß-Umstadt, Groß-Zimmern, Münster (Hessen), Otzberg, Reinheim und Schaafheim (jeweils inklusive aller Stadt- und Ortsteile). Alle liegen im Landkreis Darmstadt-Dieburg.

## Geschichte

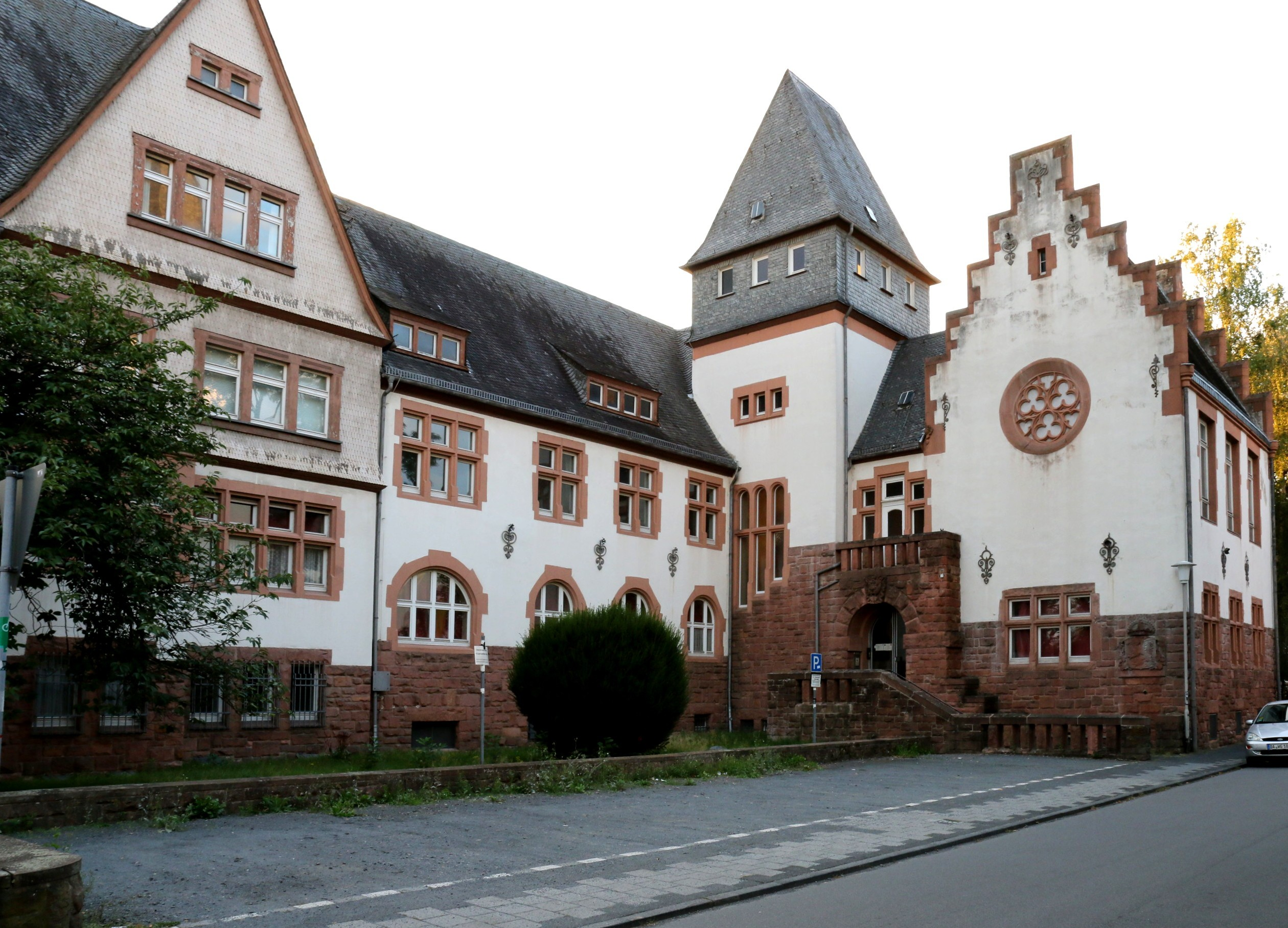
Ehemaliges Gebäude des Amtsgerichtes Dieburg bis 1981

Mit dem auf Initiative Napoleons geschaffenen Rheinbundes wurde das Justizwesen reformiert, die Patrimonialgerichte abgeschafft und ein dreistufiger Instanzenzug eingeführt. Eine weitere Reform durch das Gerichtsverfassungsgesetz vom 27. Januar 1877, das als eines der sogenannten Reichsjustizgesetze zum 1. Oktober 1879 in Kraft trat, wurden die Landgerichte der untersten Ebene durch die Form der Amtsgerichte  in der derzeit bekannten Form abgelöst. Mit der großherzoglichen Verordnung Die Eintheilung des Landes in Landraths- und Landgerichtsbezirke betreffend vom 14. Juli 1821 wurde Groß-Umstadt mit seinem ansehnlichen Renaissance-Rathaus, das seit alters her Gerichtssitz war, als Sitz  eines ordentlichen Gerichts für das Großherzogtum Hessen festgelegt, während Dieburg Amtssitz der Verwaltung in dem damals geschaffenen Landratsbezirk wurde. Um die Jahrhundertwende trug Bürgermeister Krausmann auf Initiative der Dieburger Stadtverordneten erfolgreich Argumente für eine Wandlung des Gerichtssitzes vor und bot eine unentgeltliche Bereitstellung eines Baugrundstückes im Pfarrgarten an der Gnadenkapelle an. Unter Verweis auf die widrigen Verkehrsverhältnisse im Landkreis, insbesondere die fehlende Anbindung Groß-Umstadts an den Raum Dieburg und Umgebung befürwortete Justizminister Ditmar das Anliegen der Dieburger trotz heftiger Umstädter Proteste. Am 12. März 1903 bewilligte die Zweite Ständekammer mit den Stimmen des Zentrums und der Sozialdemokraten die finanziellen Mittel von 114.000 Mark für den Neubau eines Amtsgerichts in Dieburg. Im Jahre 1905 war der architektonisch attraktive, am Jugendstil orientierte Neubau des Gerichts fertiggestellt, eine geplante Einweihungsfeier zum 1. Juli 1905 fand  aus unbekannten Gründen nicht statt. Unter Leitung von Oberamtsrichter Pullmann aus Groß-Zimmern begann unbemerkt die Arbeit in dem zugehörigen Amtsgerichtsbezirk mit den Orten Dieburg, Groß-Zimmern, Klein-Zimmern, Münster, Altheim, Altheimer Wald, Ober-Roden, Messenhausen, Eichen mit Thomashütte, Eppertshausen, Nieder-Roden und Gundernhausen mit insgesamt 18.808 Gerichtseingessenen.
Mit einer Änderung der Gerichtsorganisation im Jahre 1968 sollten die Amtsgerichte ihren Sitz in der Kreisstadt haben, dies bedeutete die Auflösung des  Amtsgerichts Groß-Umstadt und des Amtsgerichts Reinheim. Am 1. Juli 1968 wurden der gesamte Amtsgerichtsbezirk Groß-Umstadt mit den Gemeinden Dorndiel, Groß-Umstadt, Harpertshausen, Hering, Heubach, Kleestadt, Klein-Umstadt, Langstadt, Lengfeld, Mosbach, Radheim, Raibach, Richen, Schaafheim, Schlierbach, Semd und Wiebelsbach; die Gemeinden Billings, Brensbach, Georgenhausen, Groß-Bieberau, Habitzheim, Lichtenberg, Meßbach, Nieder-Klingen, Niedernhausen, Nonrod, Ober-Klingen, Reinheim, Rodau, Spachbrücken, Steinau, Ueberau, Wersau und Zeilhard des Amtsgerichtsbezirks Reinheim; die Gemeinde Ober-Nauses vom Amtsgerichtsbezirk Höchst im Odenwald; die Gemeinde Urberach vom Amtsgerichtsbezirk Langen; die Gemeinde Fränkisch-Crumbach vom Amtsgerichtsbezirk Reichelsheim im Odenwald und die Gemeinden Babenhausen, Harreshausen, Hergershausen und Sickenhofen vom Amtsgerichtsbezirk Seligenstadt eingegliedert, der Zuständigkeitsbereich des Amtsgerichts Dieburg war nunmehr mit dem Landkreis identisch. Das bisherige Gerichtsgebäude konnte das zusätzliche Personal und Aktenmaterial nicht aufnehmen, unter Leitung von Amtsgerichtsdirektor Loeber wurden vier weitere Standorte innerhalb der Gemeinde angemietet. 1969 wurde ein Gerichtsneubau beschlossen, dessen Umsetzung sich wegen der Gebietsreform und Neugliederung der Landkreise verzögerte und erst 1981 fertiggestellt werden konnte.
Mit Wirkung zum 1. Juli 1973 wechselten die Gemeinden Brensbach mit dem eingemeindeten Ortsteil Wersau und Fränkisch-Crumbach in den Bezirk des Amtsgerichtes Michelstadt. Zur bislang letzten größeren Änderung des Dieburger Amtsgerichtsbezirk kam es am 1. Mai 1978 als die zwischenzeitlich zur Gemeinde Rödermark zusammengeschlossenen Orte Messenhausen, Ober-Roden und Urberach dem Amtsgericht Langen zugelegt wurden und der nach Rodgau eingemeindete Ortsteil Nieder-Roden in die Zuständigkeit des Amtsgerichts Seligenstadt fiel.
In dem 1981 eingeweihten Gericht Bei der Erlesmühle sind aktuell 80 Personen beschäftigt, darunter zehn Richter, die sich im Jahr mit ca. 1400 Zivilrechtssachen, 960 Familienverfahren, 350 Strafverfahren gegen Erwachsene und 140 gegen Jugendliche und Heranwachsende, sowie 270 Ordnungswidrigkeiten befassen.
Der Direktor des Amtsgerichts war seit dem 1. August 2010 Frank Richter, er folgte auf Joachim Blaeschke (2004 bis 2010), seit 2016 Präsident am Landgericht Wiesbaden und Günther Huther (1994 bis 2004), seit 2010 Präsident am Landgericht Darmstadt. Am 15. September 2017 wurde Ernst Porschitz als neuer Direktor eingeführt. Er übte dieses Amt bis zu seiner Versetzung in den Altersruhestand am 31. Oktober 2020 aus.  Derzeit ist die Direktorenstelle vakant.

## Übergeordnete Gerichte
Dem Amtsgericht Dieburg übergeordnet ist das Landgericht Darmstadt. Im weiteren Instanzenzug ist das Oberlandesgericht Frankfurt am Main sowie der Bundesgerichtshof übergeordnet.

## Richter
- Hans Otto Becker, Amtsrichter 1915 bis 1933